# Blaž Zupančič
Blaž Zupančič (* 6. April 1995) ist ein slowenischer Leichtathlet, der sich auf das Kugelstoßen spezialisiert hat.

## Sportliche Laufbahn
Erste internationale Erfahrungen sammelte Blaž Zupančič 2013 bei den Junioreneuropameisterschaften in Rieti, bei denen er mit einer Weite von 17,82 m mit der 6-kg-Kugel den zwölften Platz belegte. Im Jahr darauf gelang ihm bei den Juniorenweltmeisterschaften in Eugene kein gültiger Versuch und auch bei den U23-Europameisterschaften 2015 in Tallinn schied er mit 17,09 m in der Qualifikation. Zwei Jahre später gelangte er bei den U23-Europameisterschaften in Bydgoszcz bis ins Finale und erreichte dort mit 18,33 m Rang elf. 2018 nahm er erstmals an den Europameisterschaften in Berlin teil, dort reichten 18,83 m aber nicht für einen Finaleinzug. 2021 erreichte er bei den Balkan-Hallenmeisterschaften in Istanbul mit 18,45 m Rang neun und 2023 wurde er bei der 2. Liga der Team-Europameisterschaft im Rahmen der Europaspiele in Chorzów mit 17,69 m Sechster. Anschließend belegte er bei den Balkan-Meisterschaften in Kraljevo mit 17,69 m den achten Platz. Im Jahr darauf gelangte er bei den Balkan-Meisterschaften in Izmir mit 16,98 m auf Rang zwölf und 2025 wurde er bei der 2. Liga der Team-Europameisterschaft in Maribor mit 17,80 m Siebter. Anschließend gelangte er bei den Balkan-Meisterschaften in Volos mit 16,99 m auf Rang 13.
In den Jahren 2015 und 2017 sowie von 2019 bis 2025 wurde Zupančič slowenischer Meister im Kugelstoßen im Freien sowie 2019 und von 2021 bis 2025 auch in der Halle.